# 영덕 이전재
영덕 이전재(盈德 泥田齋)는 대한민국 경상북도 영덕군에 있는 조선시대의 건축물이다. 2013년 10월 21일 경상북도의 문화재자료 제616호로 지정되었다.

## 개요
이전재는 임란 선무원종공신인 남희록과 임란 창의 의병장인 그의 아들 남경훈의 묘소 아래에 건립된 제사로 1886년에 중건된 것으로 이 건물은 불천위 신위를 보관하고, 제사 또는 자손 및 제관의 숙식 거처공간인 이전재와 제수 준비를 위한 제수청, 관리사 3동 등 기능적인 건물 구성이 마당을 중심으로 튼 ㄷ자형 배치를 이루고 있다.
묘와 재사의 배치관계, 지역성이 반영된 건물배치, 재실 강당과 루가 축소 조홥된 평면적 구성을 잘 반영하고 있어 문화재로 지정하여 보존하는 것이 적절하다고 판단된다.

## 같이 보기
- 남희록
- 남경훈

## 참고 자료
- 영덕 이전재 - 국가유산청 국가유산포털